# レイナード
レイナード・モータースポーツ（Reynard Motorsport）は、かつて存在したイギリスのレーシングカーコンストラクターだった。

## 概要
1973年にエイドリアン・レイナードにより、セイバー・オートモーティブとして設立され、1974年よりレーシングカーの製作を開始し、1989年にライバルだった、マーチはレイトンハウスに買収され、レイナードは世界最大のレーシングカーコンストラクターに育った。1999年に米国のライリーアンドスコットを買収した。1997年F1の新チーム、B・A・Rの共同所有者となり、B・A・R 004までのシャーシ設計を担当した。しかし2002年に倒産。その後2009年にスポーツカーの開発、製造のみを行う企業として復活した。ちなみに同社が開発したマシンの中には、同社の倒産後ライセンスを取得した、ザイテックなど他のコンストラクターにより改良が続けられたものもある。
また1990年代後半より、そのデザイン及び軽量化の技術を生かして旅客機の座席の開発も行っており、同社が開発した座席はヴァージン・アトランティック航空の長距離線のビジネスクラスに採用された。

## 車体を供給していたカテゴリー
- F1
- F3000
- フォーミュラ・ニッポン
- F3
- チャンプカー

## 参戦実績

### F1

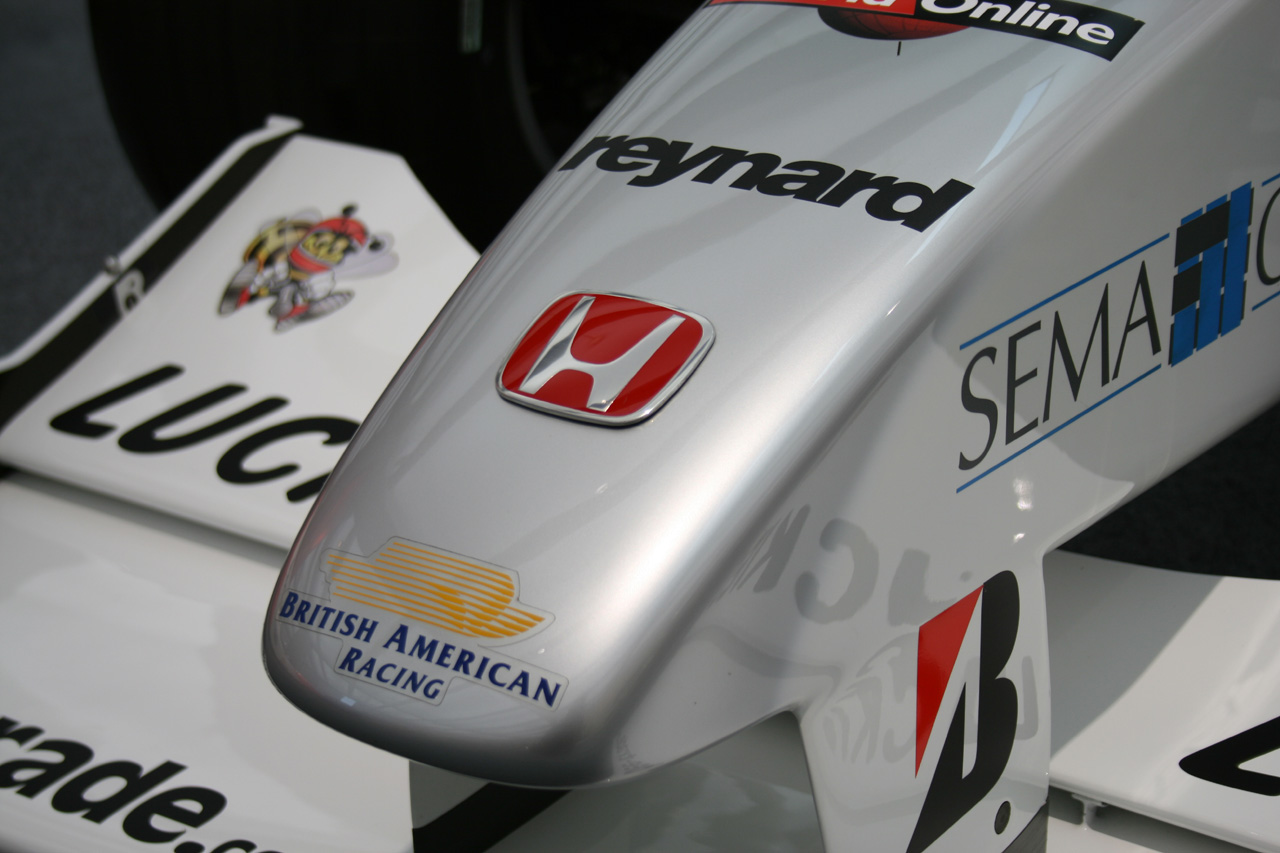
レイナードとホンダのロゴ

国際F3000での成功をうけて、1990年にレイナードのF1参戦プロジェクトがスタートした。プロジェクトにはエイドリアン・レイナードの他、元トールマンF1チームのテッド・トールマンとアレックス・ホークリッジもディレクターとして参画したことから、1990年末にベネトンを離脱したロリー・バーン（元トールマンのメインデザイナー）と、パット・シモンズなど彼のデザインチームをまるごと迎えてF1マシンのデザインをしたが、F1参戦は契約濃厚とされていたヤマハV12エンジンの獲得失敗や、参戦資金面の問題によりご破算になったため、このマシンは日の目を見ることが無かった。エンストンに用意した新ファクトリーはトム・ウォーキンショーの手に落ちロス・ブラウンが指揮するTWRベネトンが発足する。1992年用として設計されたベネトン・B192は、ロリー・バーンの脳内記憶を図面化したものだった。
1992年のインターナショナルモーターショーでパシフィック・レーシングが1993年からのF1への参戦表明を行い、その後資金不足から1年遅れて登場した「PR01」にそのデザインが流用された。ロリー・バーンは1991年後半にベネトンに復帰していたため、PR01は1992年のベネトン・B192と酷似した。
1989年後半から1990年初頭にかけては、レイナードF3000シャーシ・無限の3500ccV8エンジン・ブリヂストンのF1規格タイヤのパッケージングで、F1仕様に足回りを改良してのテスト走行が鈴鹿サーキットでパオロ・バリッラによって数回行われた。これは無限主導によるプロジェクトで、レイナードのF1参戦というよりは、無限とブリヂストンのF1進出に向けた開発テストであった。
1999年にB・A・R用に開発・製作したマシンが本当の意味でレイナード初のF1マシンとなり、マシンのノーズとリアウイングの翼端板上部にレイナードのロゴが入れられた。レイナードは会社が倒産する2002年のシーズン途中までB・A・Rのマシン開発・製作を行った。

### F3000

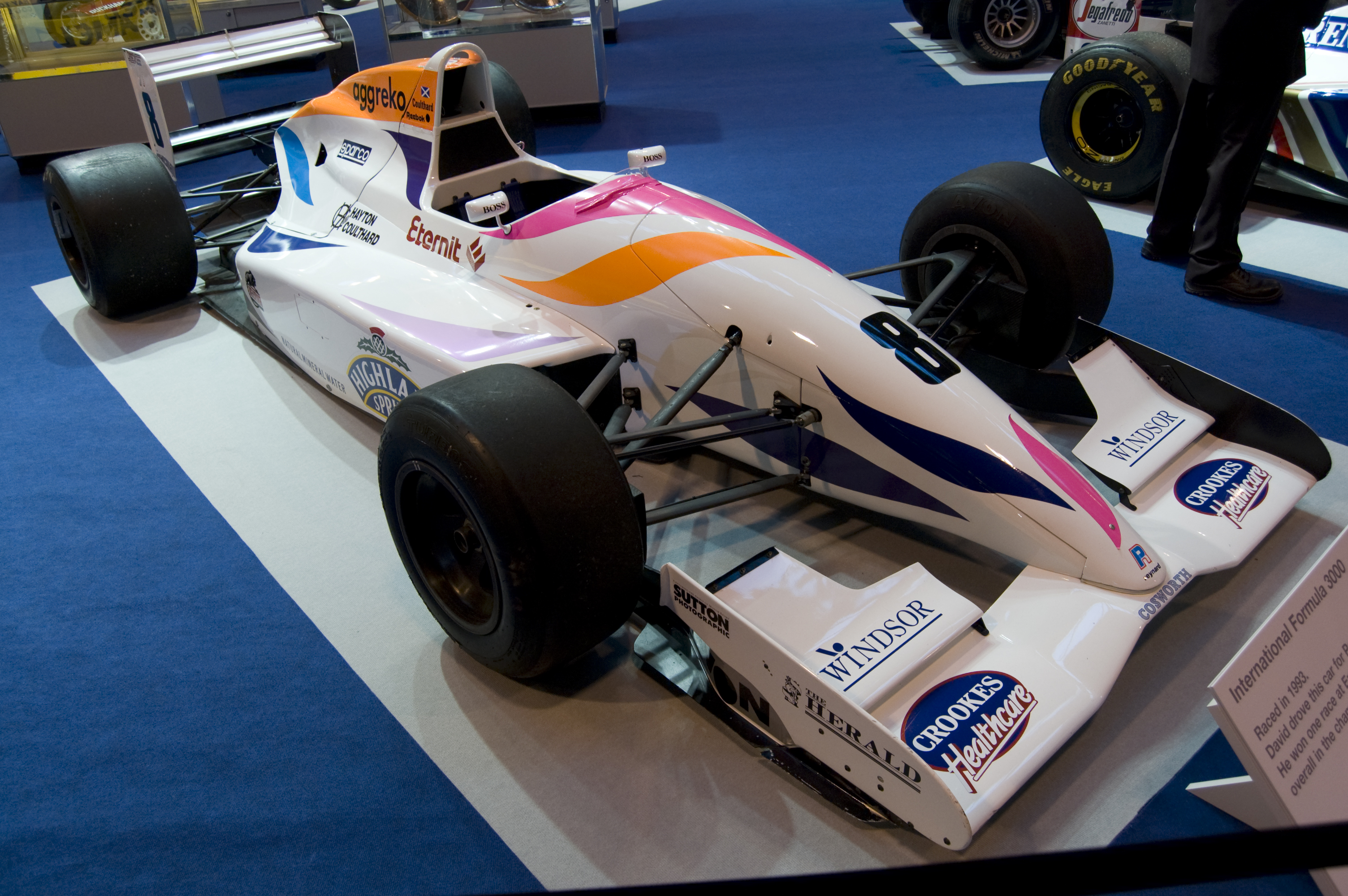
レイナード・93D（1993年）

1988年にレイナードは、当時としては初めてのフルカーボンモノコックで国際F3000に参戦。デビューレースとなった開幕戦でジョニー・ハーバートによってデビューウインを飾った。当時の国際F3000はローラとマーチがシェアを誇っていたカテゴリーであったが、レイナードの速さに多くのチームがレイナードへとマシンを変更した。同年の国際F3000ではロベルト・モレノがチャンピオンとなった。また全日本F3000選手権にもシーズン途中に登場し、鈴木亜久里によってチャンピオンになった。
国際F3000では1989年にもジャン・アレジがチャンピオンとなり、2年連続でチャンピオンマシンとなった。1990年はF1以外では初めての「横置きギアボックス」を投入してエアロダイナミクスで勝負を掛けたが、ライバルのローラを使用したエリック・コマスにチャンピオンを奪われた。しかし1991年（クリスチャン・フィッティパルディ）・1992年（ルカ・バドエル）・1993年（オリビエ・パニス）・1994年（ジャン＝クリストフ・ブイヨン）・1995年（ヴィンセンツォ・ソスピリ）で5年連続でチャンピオンマシンとなる。
国際F3000の参戦費用の増加を防止する為に、1996年より国際自動車連盟（FIA）がシリーズをワンメイク化することを決定。複数のコンストラクターが入札に参加した結果ローラが落札したため、以後ローラ・ザイテック（ジャッド）のワンメイクレースとなり、レイナードは国際F3000からの撤退を余儀なくされた。また、これにより大きな収入源を失った。
全日本F3000でも、1989年以降チャンピオン争いに加わることはできたが、レイナードが日本で2回目のチャンピオンマシンになるのはフォーミュラ・ニッポンとなった1996年まで待たねばならなかった。これはヨーロッパと日本のサーキットの舗装の違いや、各シリーズに供給されるタイヤが異質とも言える程の違いがあったためで、当時は（特にサスペンション周りについて）ヨーロッパ仕様とは別の「日本仕様」を製作・開発・供給する必要があった。エンジニアを日本へ直接派遣する等してマシンの戦闘力アップとセッティングを進めようとしたが、チャンピオンマシンになるには時間がかかった。

### フォーミュラ・ニッポン
1996年に全日本F3000はフォーミュラ・ニッポンに衣替えして、引き続きレイナード・ローラ・童夢の3社（後に童夢に代わりGフォースが参入）による戦いが継続されたが、1999年以後はレイナードは性能面で他社に比べ優位に立ち、事実上レイナードのワンメイク状態となった。
しかし2002年に同社が倒産し、消耗パーツやスペアモノコック等の供給に問題が発生する恐れが出てきたことや、今後の開発がストップするなどの問題が出てきたことから、2003年よりフォーミュラ・ニッポンはシャシーをローラのワンメイクに変更した（さらにその後2009年からはスウィフト・エンジニアリングのワンメイクとなる）。
なお同選手権で用いられていたレイナードのシャシーは海を渡り、フランスのヒルクライム選手権（en:Championnat de France de la Montagne）で4度チャンピオンに輝いている。

### F3

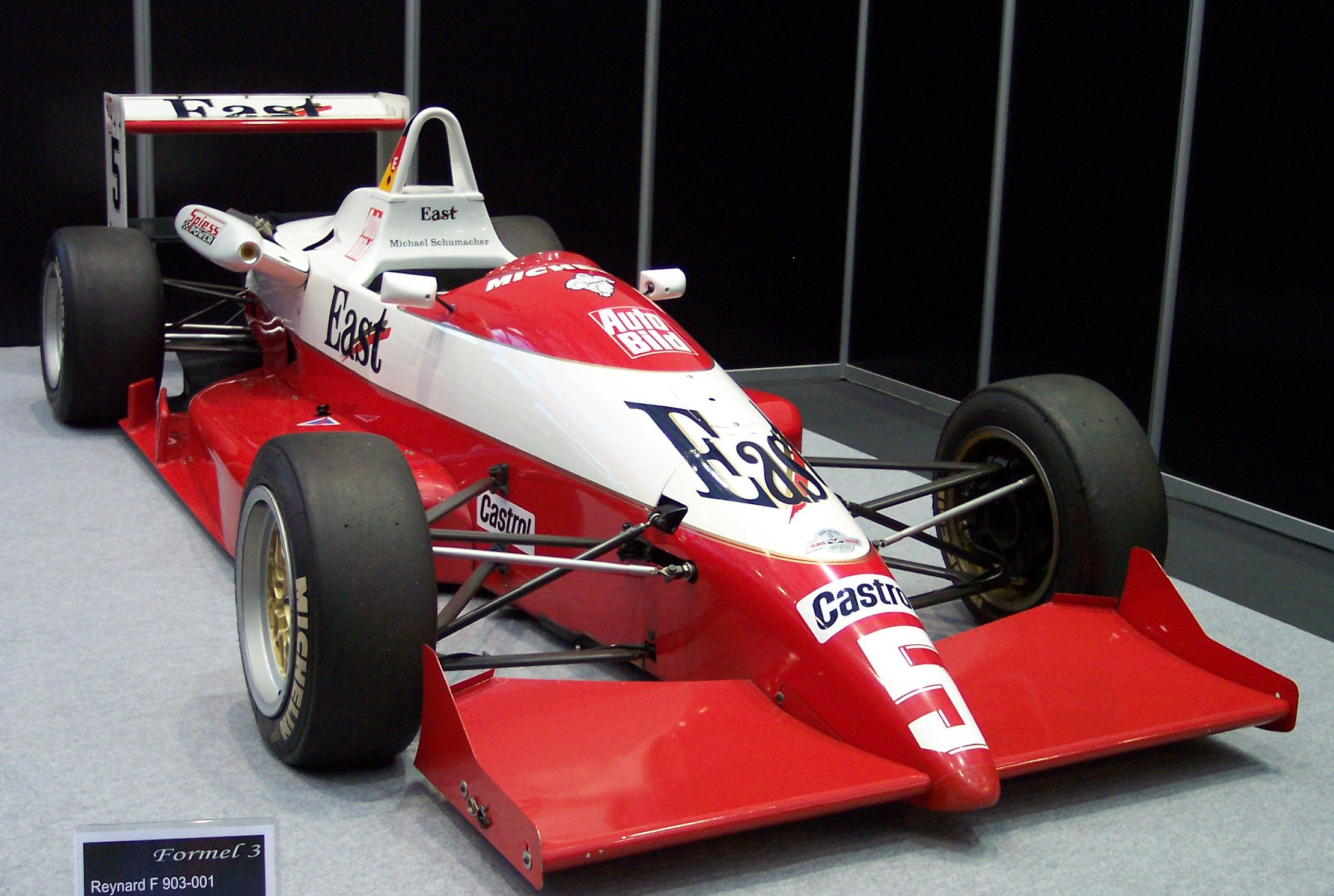
レイナード・F903（1990年）

1985年、フォーミュラ3シャシーとしては初のフルカーボンモノコックを導入した「レイナード・853」を発表し、ヨーロッパ各国で行われていたF3選手権に使用されるようになり、デビューレースでデビューウインを飾った。全日本F3選手権にも同年最終戦で初登場し、1987年にはロス・チーバーがラルト勢を破りレイナード初の全日本F3チャンピオンを獲得した。
この時点で最大のシェアを誇るライバルであったラルトは旧来のアルミハニカム製モノコックであったが、F3でのその長い参戦歴により参加エントラントの持つ膨大なセッティングデータにより優位性を保っており、ラルトとレイナードは各国で行われているF3で激しい戦いを繰り広げた。全日本F3ではこれに1991年よりレイナードと同じくカーボンモノコック製シャシーで参戦を開始したトムスが高いコーナリング性能で大きな壁となり、レイナードは以後チャンピオンを奪取することができなかった。
地元であるイギリスF3では1986年から1988年までの3年連続と1992年の4回チャンピオンマシンとなり、ライバルのラルトとチャンピオン争いを繰り広げ、ドイツでは1990年にミハエル・シューマッハが、また1992年はペドロ・ラミーがチャンピオンを獲得した。
ラルトが1992年にリリースしたRT36の失敗によりユーザーを多く失ったが、そのユーザーが乗り換えるシャシーとして選んだのはレイナードよりも、エアロダイナミクスで安定した速さを見せ始めていたイタリアのダラーラを選択した例が多かった。F3エンジンのパワーはリストラクターによる吸入制限もあり170馬力前後（現在では約200馬力）と非力なのにもかかわらず、ライバルであるダラーラよりも大きなサイドポンツーンが空気抵抗となり、選択するユーザーのレイナード離れを加速させてしまい1993年でマシンの製作を終了した。

### チャンプカー
1994年にはアメリカのレースであるCART（後のチャンプカー・ワールド・シリーズ）へ供給を開始して、ここでもデビューレースでデビューウインを飾った。
ライバルであったローラとペンスキーを寄せ付けない強さを発揮し1995年から2001年まで7年連続でチャンピオンマシンとなった。

### スポーツカー
2000年代初頭に、レイナード・2KQを開発し、スポーツカーレースでの市場独占を試みたが、このマシンは完全な失敗作であり、コンストラクターとしての評価を著しく低下させてしまうこととなった。なお倒産時開発中のマシン、レイナード・02Sはその後、ザイテックがライセンスを取得し、その設計を元に2004年に独自のスポーツカーとして「ザイテック・04S」を開発し、ル・マン耐久シリーズ、ル・マン24時間レースに参戦した。

## 復活
2009年、エイドリアン・レイナードは「Reynard Racing Cars」の社名において、公道を走ることもできる、レース用スポーツカーの製作を発表した。